# Bākharla
Bākharla är en ort i Indien.   Den ligger i distriktet Porbandar och delstaten Gujarat, i den västra delen av landet, 1 100 km sydväst om huvudstaden New Delhi. Bākharla ligger 37 meter över havet och antalet invånare är 4 590.
Terrängen runt Bākharla är platt åt sydväst, men åt nordost är den kuperad. Runt Bākharla är det tätbefolkat, med 369 invånare per kvadratkilometer. Närmaste större samhälle är Porbandar, 10,3 km söder om Bākharla. Omgivningarna runt Bākharla är en mosaik av jordbruksmark och naturlig växtlighet.